# Ř
La R con carón (Ř, ř, en checo: "řeka"ⓘ "řeka"ⓘ) es una letra utilizada en los alfabetos de los idiomas checo, sorabo superior y también en kurdo cuando se escribe en alfabeto latino.
También se usó en una ortografía propuesta para el idioma silesio.
El sonido que representa también se encuentra en algunos dialectos noruegos (alrededor de Narvik), en bereber (especialmente en su variedad refeña) y en algunos dialectos españoles como una variación de 'rr' (principalmente en el español pastuso y en el español andino de Ecuador).

## Uso
En checo se usa para denotar /r̝/, una vibrante alveolar elevada sorda y es un alófono de 'rz' en polaco. Su forma de articulación es similar a otras vibrantes alveolares pero con la lengua levantada. Es un sonido parcialmente fricativo. Suele ser sonora, [r̝], pero también tiene un alófono sordo [r̝̊] que aparece cerca de consonantes sordas o al final de una palabra.
En alto sorabo denota la fricativa postalveolar sorda [ʃ].
En kurdo, representa la vibrante alveolar sonora [r].
En rifeño, la letra Ř/ ř se usa para/ɺ/, un sonido entre/l/ y/r/.

## Trabalenguas
Checo: "Tři sta třicet tři stříbrných stříkaček stříkalo přes tři sta třicet tři stříbrných střech".
Fonéticamente: [ˈtr̝̊ɪsta ˈtr̝̊ɪt͡sɛt ˈtr̝̊ɪ ˈstr̝̊iːbr̩niːx ˈstr̝̊iːkat͡ʃɛk ˈstr̝̊iːkalo pr̝̊ɛs ˈtr̝̊ɪsta ˈtr̝̊ɪt͡sɛt ˈtr̝̊ɪ ˈstr̝̊iːbr̩niːx ˈstr̝̊ɛx].
Traducido: “333 jeringas plateadas arrojadas sobre 333 techos plateados”.

## Codificación digital
En Unicode, la mayúscula Ř está codificada en U+0158 y la minúscula ř está codificada en U+0159.
| Carácter      | Ř                                 | Ř                                 | ř                               | ř                               |
| ------------- | --------------------------------- | --------------------------------- | ------------------------------- | ------------------------------- |
| Unicode       | LATIN CAPITAL LETTER R WITH CARON | LATIN CAPITAL LETTER R WITH CARON | LATIN SMALL LETTER R WITH CARON | LATIN SMALL LETTER R WITH CARON |
| Codificación  | decimal                           | hex                               | decimal                         | hex                             |
| Unicode       | 344                               | U+0158                            | 345                             | U+0159                          |
| UTF-8         | 197 152                           | C5 98                             | 197 153                         | C5 99                           |
| Ref. numérica | &#344;                            | &#x158;                           | &#345;                          | &#x159;                         |